# Јордан на Светском првенству у атлетици на отвореном 2023.
Јордан је учествовао  на 19. Светском првенству у атлетици на отвореном 2023. одржаном у Будимпешти од 19. до 27. августа осамнаести пут. Репрезентацију Јордана представљао је 1 такмичар који се такмичио у маратону.,
На овом првенству такмичар Јордана није освојио ниједну медаљу али остварио најбољи резултат сезоне.

## Учесници
Мушкарци: 
- Моат Алкхавалдех — Маратон

## Резултати

### Мушкарци
| Атлетичар        | Дисциплина | Лични рекорд | Квалификације | Квалификације | Полуфинале | Полуфинале | Финале      | Финале       | Детаљи |
| Атлетичар        | Дисциплина | Лични рекорд | Резултат      | Место         | Резултат   | Место      | Резултат    | Место        | Детаљи |
| ---------------- | ---------- | ------------ | ------------- | ------------- | ---------- | ---------- | ----------- | ------------ | ------ |
| Моат Алкхавалдех | Маратон    | 2:18:43      |               |               |            |            | 2:22:33 ЛРС | 52 / 60 (85) |        |